# Однофазний електродвигун
Однофазний електродвигун — електродвигун, призначений для підключення до однофазної мережі змінного струму.

### Електродвигун з екранованими полюсами
У двигуні з екранованим полюсами кожен полюс розщеплюють на дві або більше частин. Одна частина полюса залишається неекранованою, а на інші одягається короткозамкнутий виток (екран) у вигляді мідного кільця. При подачі на обмотку статора змінного струму магнітний потік через неекранований кінець полюса наростає і зменшується відповідно до струму через обмотку статора. На екранованому полюсі наростання або зменшення магнітного потоку перешкоджає ЕРС, наведена в екрані, але оскільки електричний опір екрану не безмежний, магнітний потік на екранованому кінці полюса також наростає і зменшується, але зі зсувом по фазі відносно неекранованого кінця. Завдяки цьому пульсуюче магнітне поле отримує компоненту, що обертається і стає еліптичним, здатним створити пусковий крутний момент.
Двигун з екранованими полюсами має низький ККД, низький пусковий момент, у зв'язку з чим такі двигуни найчастіше виготовляються малопотужними. Найбільшого поширення вони набули у невеликих вентиляторах побутової техніки. Відомим прикладом застосування такого двигуна є масовий радянський вентилятор «ВН-2», потужністю 15 Вт. Особливістю його конструкції є встановлення кулькового підшипника лише з одного боку валу двигуна (протилежної крильчатці вентилятора), в результаті, через значні згинальні навантаження, підшипник (і двигун) сильно шуміли, навіть на малих обертах.

### Однофазний електродвигун з пусковою обмоткою
У цьому двигуні на статорі містяться дві обмотки, одна з яких є основною (робочою), а друга є допоміжною (пусковою) і підключається тільки на час запуску. Конструктивно даний двигун є двофазним, але в робочому режимі використовується лише одна з обмоток.
При пуску робоча обмотка підключається безпосередньо до мережі, паралельно їй короткочасно підключається пускова обмотка. Для створення магнітного поля, що обертається, необхідно, щоб магнітний потік через пускову обмотку був зміщений по фазі щодо робочої. Для створення фазового зсуву струму послідовно з обмоткою слід підключити конденсатор, зовнішній активний опір, або зовнішню індуктивність, проте для багатьох однофазних двигунів підключення зовнішніх пристроїв не потрібне: для цього пускову обмотку виконують з підвищеним опором пускової обмотки. Для цієї мети пускову обмотку намотують із дроту меншого перерізу, ніж робочу, або виконують її з частково біфілярним намотуванням. При цьому довжина дроту обмотки зростає, її активний опір збільшується, а індуктивний опір і магніторушійна сила залишаються такими ж, як і без біфілярних витків. Щоб утворилися біфілярні витки, котушку пускової обмотки виконують з двох секцій, з зустрічним напрямком намотування. Одна секція, напрямок намотування якої збігається з потрібною для пуску машини полярністю, називається основною, а секція із зустрічним намотуванням — біфілярною. Біфілярна секція завжди має менше витків, ніж основна.
У цьому випадку пускова обмотка також підключається безпосередньо. Оскільки обмотка підключається на короткий час, втрати та нагрів пускової обмотки не мають великого значення. Після запуску двигуна пускова обмотка вимикається відцентровим вимикачем, кнопкою пуску або пусковим реле, після чого, до зупинки двигуна, використовується лише робоча обмотка. Не допускається тривала робота двигуна з підключеною пусковою обмоткою, щоб уникнути її перегріву, а також помилкове використання двигуна з пусковою обмоткою як конденсаторного.
Перевагою такого двигуна є відсутність габаритних пускових та робочих конденсаторів. Недоліками є малий пусковий момент, наявність комутаційних пристроїв у колі пускової обмотки, менший ККД, ніж в інших типів асинхронних двигунів.
Однофазний двигун із пусковою обмоткою широко застосовується для приводу компресорів у побутових холодильниках. Такий компресор повинен використовуватися зі спеціальним модульним пускозахисним реле, яке містить в одному корпусі пускове реле для запуску двигуна і теплове реле для його захисту.

### Конденсаторний асинхронний електродвигун
Конструктивно є двофазним електродвигуном, одна з обмоток якого підключається до однофазної мережі безпосередньо, а друга — через фазозсувний конденсатор, завдяки чому цей двигун і називають конденсаторним. Головною відмінністю від однофазного двигуна з пусковою обмоткою є те, що обидві його обмотки є робочими і беруть участь у створенні обертального моменту на робочій частоті обертання.
Величина ємності конденсатора підбирається таким чином, щоб магнітне поле було якомога ближчим до кругового при робочій частоті обертання. У зв'язку з тим, що повний опір обмотки змінюється разом з частотою обертання, у конденсаторного двигуна спостерігається зниження крутного моменту при пуску. Якщо величина пускового моменту є критичною, для запобігання його зниження ємність конденсатора слід збільшити. Для цього застосовується ланцюг з двох конденсаторів: робочого, підключеного до двигуна постійно і пускового, який підключається паралельно до робочого тільки в момент пуску. Після розгону двигуна до робочої швидкості пусковий конденсатор вимикається відцентровим вимикачем, кнопкою пуску або пусковим реле.
Перевагою конденсаторного двигуна є найвищий ККД та інші експлуатаційні параметри серед асинхронних двигунів, які підключаються до однофазної мережі безпосередньо: його характеристики найбільш наближені до характеристик трифазного асинхронного двигуна. Недоліком є наявність габаритних конденсаторів, проте з появою спеціальних поліпропіленових робочих і електролітичних пускових конденсаторів цей недолік став менш критичним. Так само до недоліків слід віднести наявність комутаційних пристроїв у колі пускового конденсатора (за його наявності).
Конденсаторні двигуни широко застосовуються для приводу повітряних та інших компресорів, компресорів кондиціонерів, вентиляторів, для приводу насосів різного призначення, приводу настільних та інших малопотужних верстатів. Раніше такі двигуни застосовувалися для приводу активаторних пральних машин.

## Однофазний синхронний електродвигун
Конструкція статора однофазного синхронного електродвигуна подібна до конструкції однофазного асинхронного електродвигуна. Широко застосовуються малопотужні синхронні електродвигуни, які за включенні можуть запускатися у довільному напрямі обертання. Прикладом широкого застосування такого типу двигунів є привід обертового столика в мікрохвильових печах, привід рожен в духовках і шампурів в електрошашличницях, також такий тип двигунів дуже часто застосовується в акваріумних фільтрах і в дренажних насосах посудомийних і пральних машин.
Іншим різновидом однофазного двигуна є реактивно-гістерезисний синхронний двигун (двигун Уоррена), також з екранованими полюсами (ДСД, ДСДР — реверсивний), майже завжди з вбудованим редуктором. Застосовувався, переважно, в електромеханічних самописцях.
Існують і синхронні конденсаторні двигуни, такі як двигун-редуктори серії ДСК (двигун синхронний конденсаторний), які прийшли на заміну двигунам серій ДСД і ДСДР. Також, існують і синхронні конденсаторні реактивні двигуни, такі як СД-09, і реверсивні мотор-редуктори СД-54, що відрізняються від асинхронних моторів-редукторів РД-09 лише конструкцією ротора, схема підключення і потужність на валу у них аналогічні.
Варто окремо згадати однофазні гістерезисні двигуни, які також масово виготовлялися в СРСР. Такий двигун універсальний, і може працювати і як асинхронний, і як синхронний, ротор такого двигуна виготовлений з магнітотвердого матеріалу. Усі радянські гістерезисні двигуни виготовлялися з трифазною обмоткою статора, були конденсаторними двигунами, призначалися для включення до однофазної мережі.

## Універсальний колекторний електродвигун
Універсальний колекторний електродвигун — різновид колекторної машини постійного струму, яка може працювати і на постійному, і на змінному струмі. Двигун цього типу за конструкцією схожий на звичайний двигун постійного струму, однак магнітопровід статора, на відміну від двигуна постійного струму, робиться шихтованим, тобто набирається з тонких електрично ізольованих листів електротехнічної сталі або іншого магнітом'якого матеріалу, як у всіх двигунів змінного струму, — це істотно знижує небажані втрати на вихрові струми, які призводили б до сильного нагрівання магнітопроводу.
До переваг двигунів цього типу слід віднести високу потужність при малих габаритах, простоту регулювання швидкості, до недоліків — високий рівень шуму і малий ресурс роботи, які обумовлені наявністю шумних деталей, що швидко зношуються — колектора і щіток. Набув широкого використання в ручному електроінструменті, в пральних машинах для приводу барабана, в пилососах, міксерах, блендерах, кухонних комбайнах, м'ясорубках, соковижималках та іншій побутовій техніці.